# Caesalpinia wrightiana
Caesalpinia wrightiana är en ärtväxtart som beskrevs av Ignatz Urban. Caesalpinia wrightiana ingår i släktet Caesalpinia och familjen ärtväxter. Inga underarter finns listade i Catalogue of Life.